# Kolonia mieszkaniowa przy ul. Wspólnej w Poznaniu

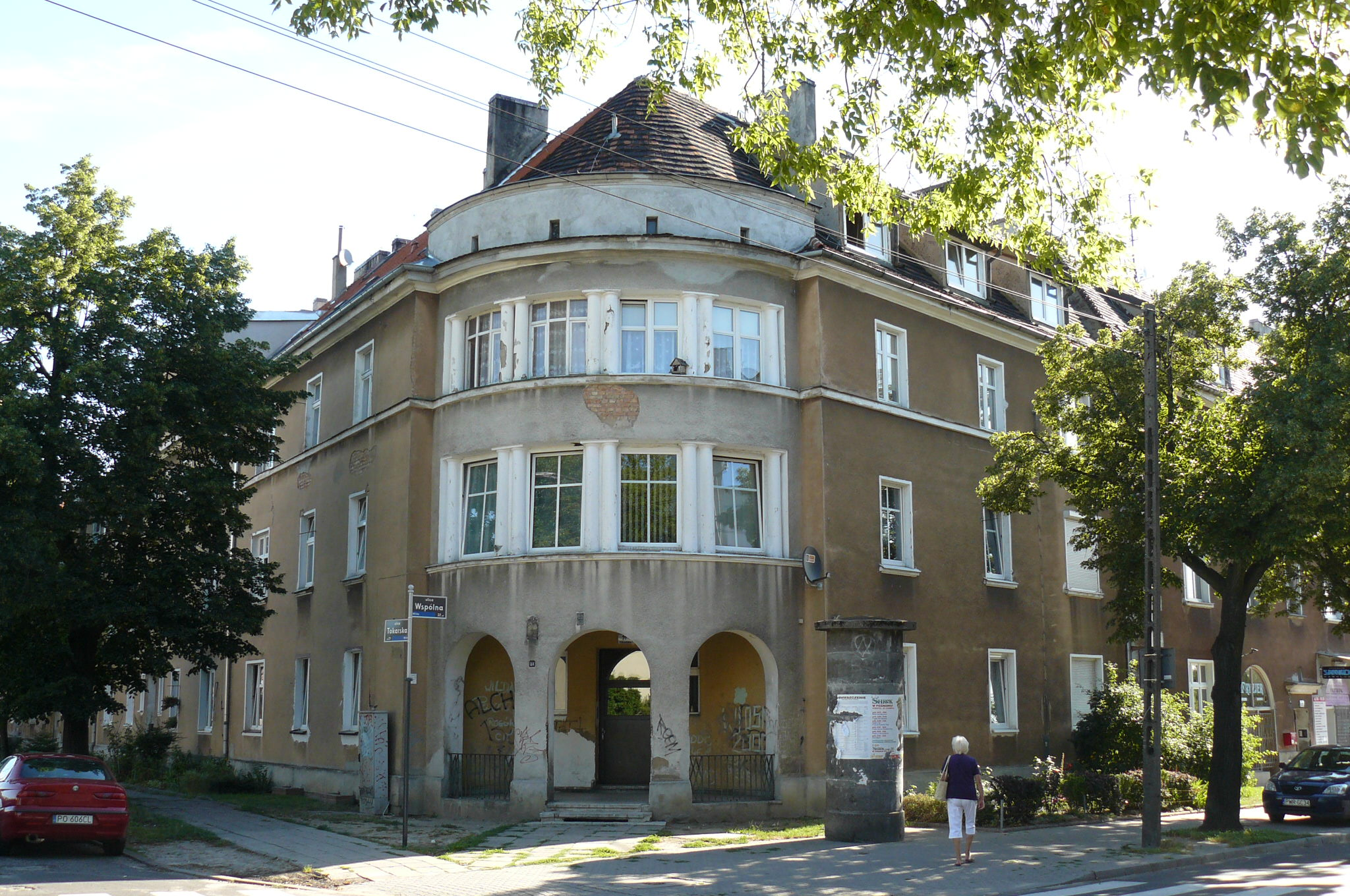
Widok od ul. Wspólnej/Tokarskiej

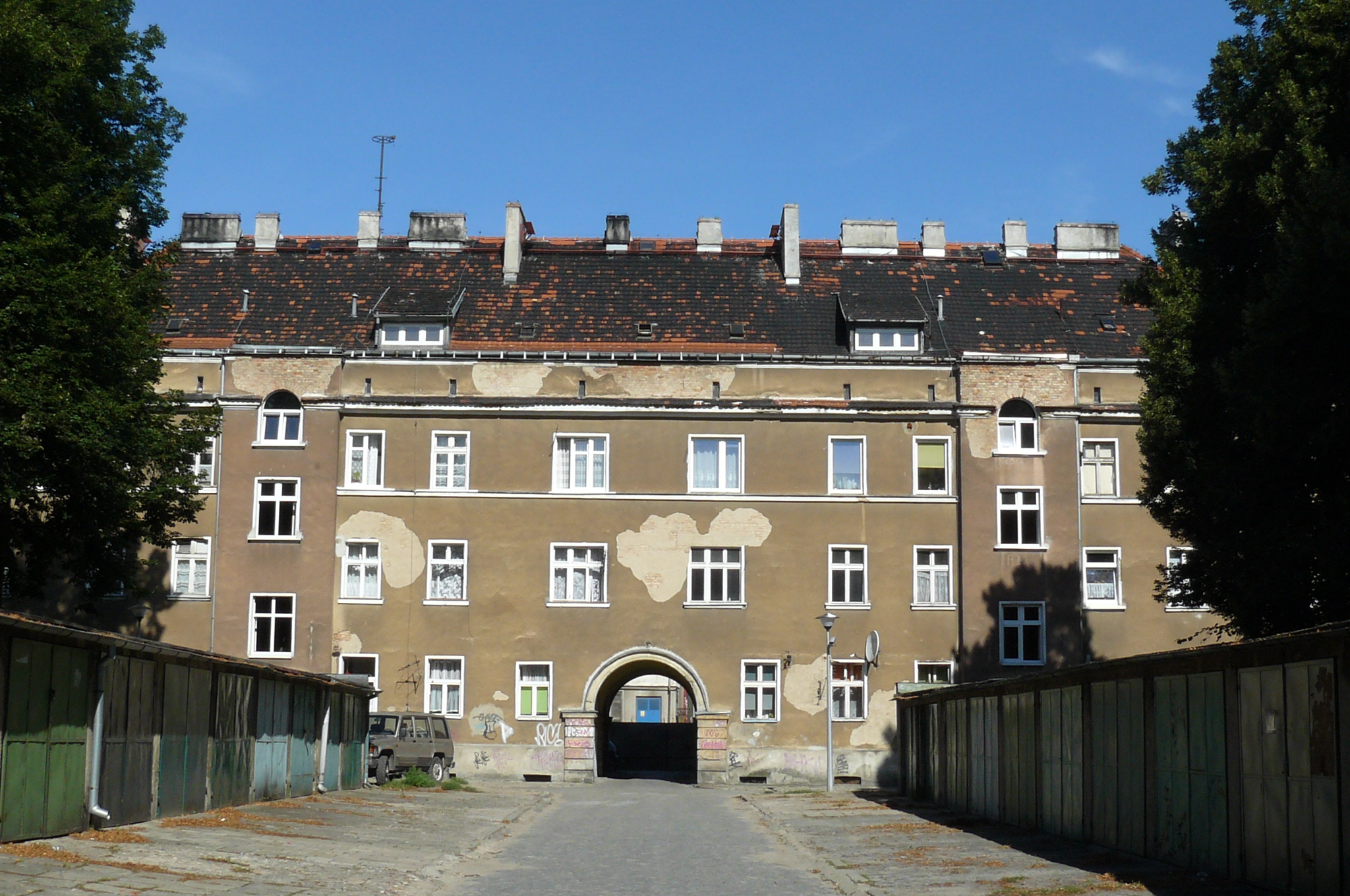
Widok dziedzińca rekreacyjnego, zabudowanego garażami niezgodnie z intencją architekta

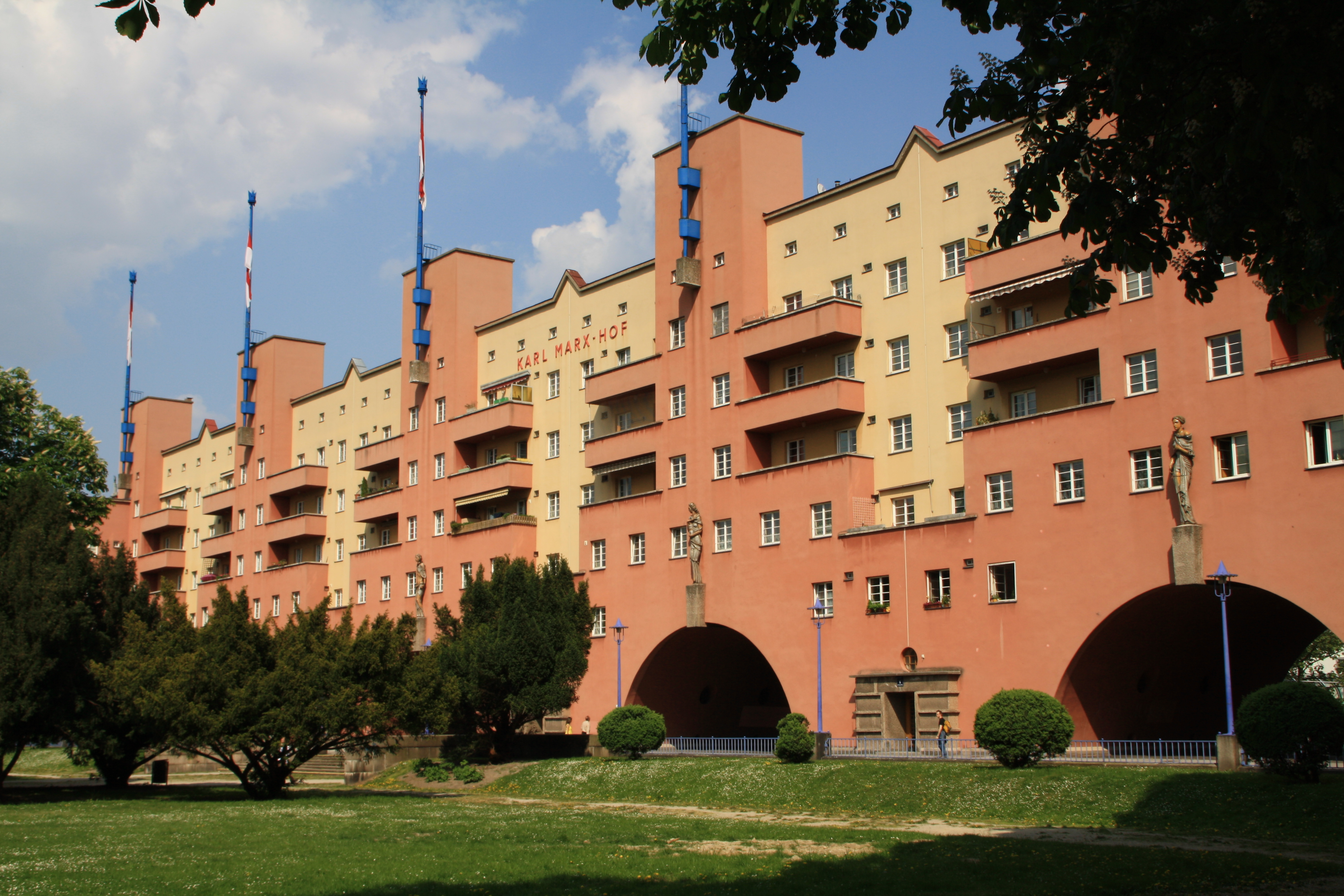
Jeden z wiedeńskich Arbeiterhofów, będący wzorem dla Czarneckiego (Karl-Marx-Hof)

Kolonia mieszkaniowa przy ul. Wspólnej w Poznaniu – blok zabudowy kwartału ulic Wspólna – Rolna – Tokarska w Poznaniu, zrealizowany w 1927, według projektu Władysława Czarneckiego, a wzorowany na wiedeńskich Arbeiterhofach (zwłaszcza wzorcowym Karl-Marx-Hof), czyli tamtejszych osiedlach robotniczych, realizujących obfity program socjalny z finansów miejskich.

## Geneza i architektura
Osiedle wzniesiono m.in. dla osób wysiedlonych z Łazarza, w ramach realizacji inwestycji związanych z Powszechną Wystawą Krajową (w 1929).
Cały kwartał zabudowano właściwie jednym budynkiem – potężnym prostokątem z wielkim dziedzińcem w środku. Blok jest trzykondygnacyjny, zróżnicowany architektonicznie za pomocą licznych uskoków, mansard i loggii, rozbijających optycznie ciężką bryłę. Na osi wschód-zachód przebito dwie bramy przejazdowe.
Podwórko wewnątrz budynku ma 8 400 m² i jest najprawdopodobniej największym podwórkiem na świecie.

## Mieszkania i program socjalny
Mieszkania na terenie kolonii były niewielkie (jedno- i dwupokojowe) z zapleczem sanitarnym. Najmniejsze były po prostu kuchniami mieszkalnymi. Ciekawy był natomiast program socjalny osiedla. Czarnecki planował, na wzór Wiednia, umieszczenie na dziedzińcu dwóch budynków – pralni samoobsługowej i ochronki dla dzieci. Nie zostało to jednak zrealizowane, ze względu na zbytni radykalizm takiego pomysłu w polskich warunkach. Pralnie ostatecznie powstały na strychach, a dziedziniec obsadzono zielenią i zabudowano place zabaw z ławkami. Do dziś osiedle zachowało się w mocno niezmienionej formie (nie licząc szpetnych bud i garaży wybudowanych po II wojnie na dziedzińcu).
Niewykluczone, że dodatkową inspiracją dla Czarneckiego były znacznie wcześniejsze warszawskie osiedla projektu Edwarda Goldberga z lat 1898 – 1900, zlokalizowane na Woli, z fundacji bankiera Hipolita Wawelberga.

## Komunikacja
Dojazd zapewniają tramwaje linii 2, 9 i 10, podążające w kierunku pętli Dębiec do przystanku Wspólna lub autobus linii 171 do przystanku Wspólna n/ż.